# Sølvskarvatnan
Sølvskarvatnan är - enligt Norges vassdrags- og energidirektorat (NVE) - en samling av fyra närliggande mindre sjöar i Sørfold kommun i Nordland fylke, Norge. De ligger i Rago nationalpark och avvattnas av ett namnlöst biflöde till Storskogelva. Tillflöde sker från mindre vattendrag som rinner ner från de omgivande bergen. Avrinningsområdets storlek är 9,18 km2.
Faktarutan gäller den största av sjöarna. I tabellen nedan ges individuell information för samtliga 4 sjöar:
| Sjö | NVE-id | Areal i km2 | Avrinningsområde i km2 | Höjd över havet i meter |
| --- | ------ | ----------- | ---------------------- | ----------------------- |
| 1   | 46140  | 0,488       | 8,07                   | 430                     |
| 2   | 46139  | 0,175       | 9,18                   | 393                     |
| 3   | 46136  | 0,0247      | 0,11                   | 423                     |
| 4   | 46134  | 0,0232      | 0,23                   | 448                     |
|     |        |             |                        |                         |

Vandringsleden från Lakshol förbi Bassejávrre (Litlverivatnet) och Litlverivassforsen korsar utloppet från Sølvskarvatnan. Där saknas bro (2015-08-17) men det är enkelt att vada över.

## Galleri

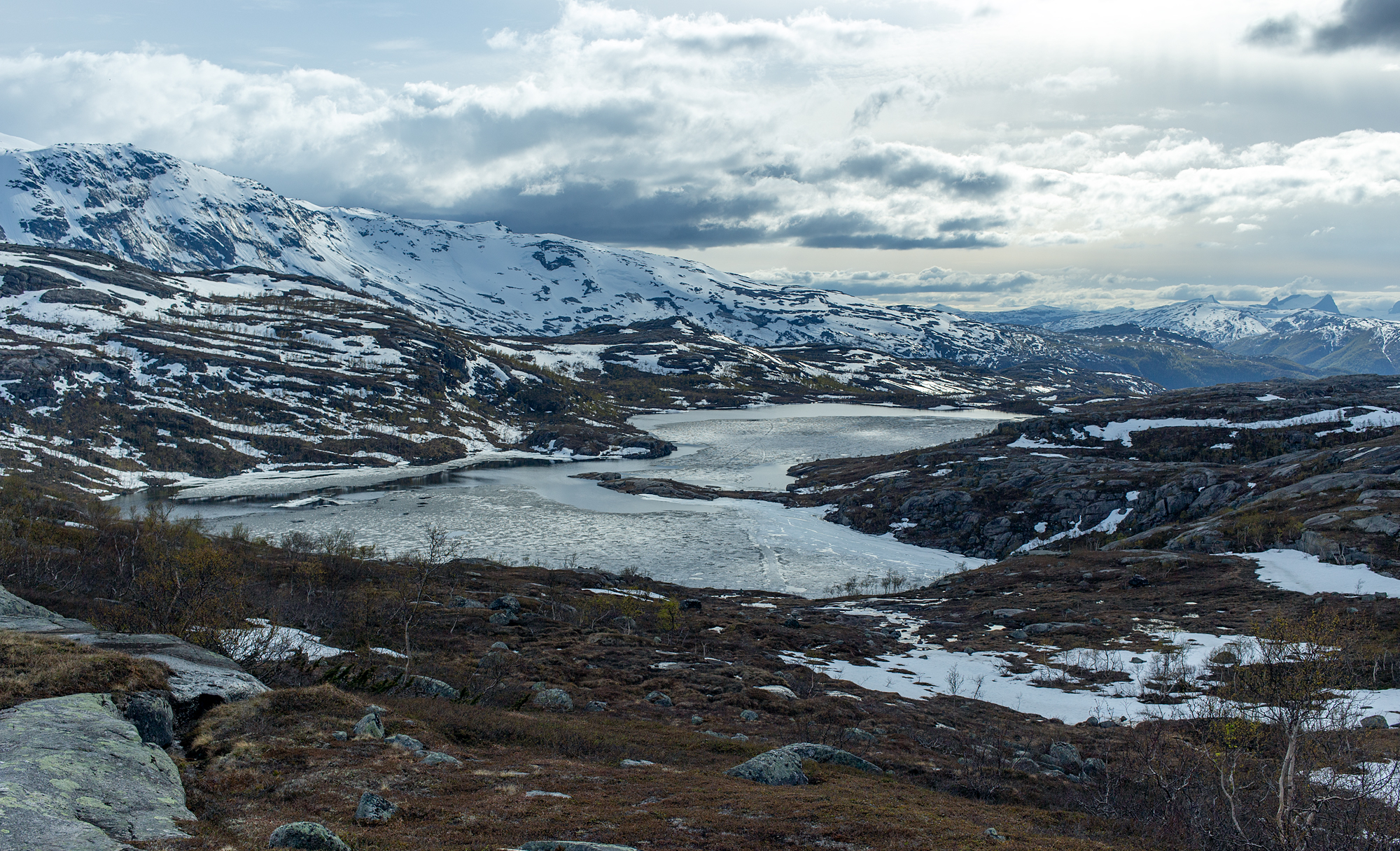
Den största av sjöarna i Sølvskarvatnan - vy mot sydväst.
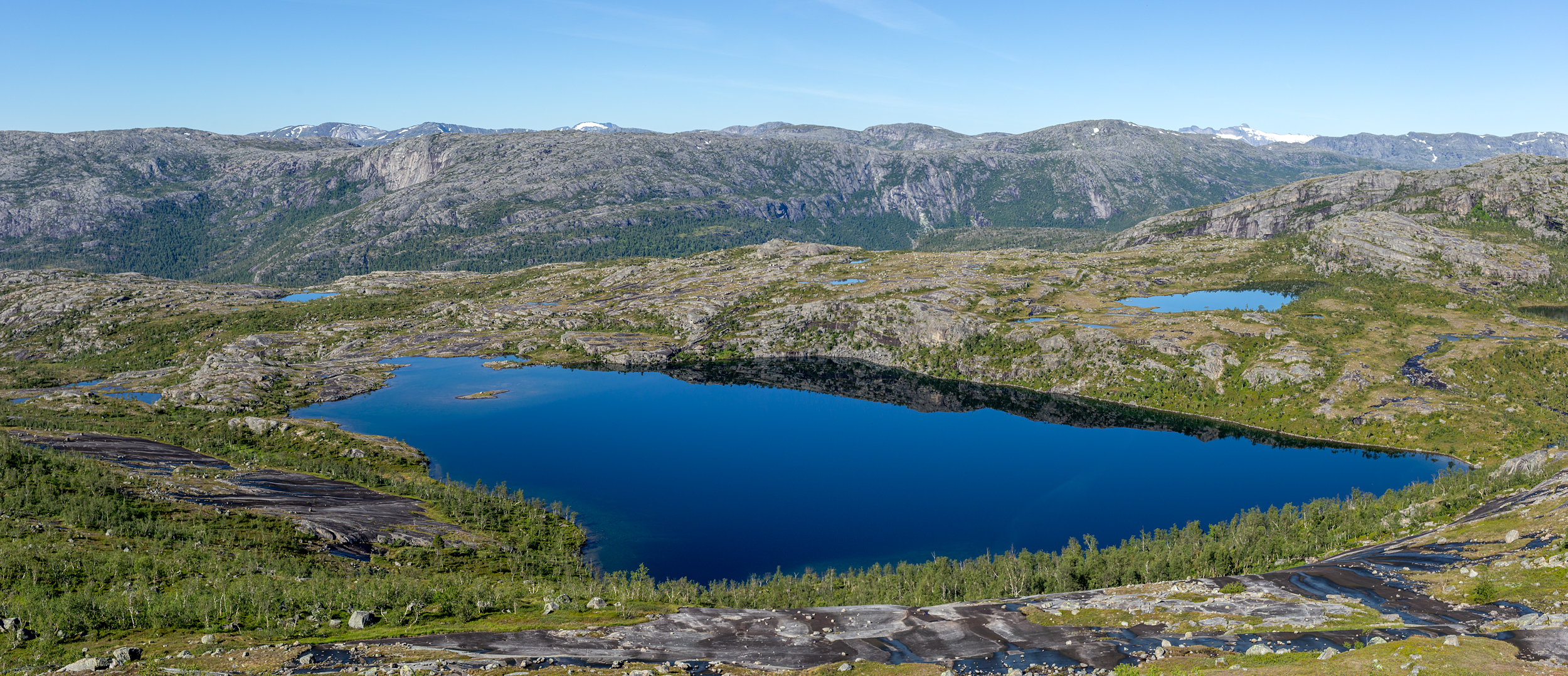
Den näst största av sjöarna i Sølvskarvatnan - vy mot norr. Även den mindre sjön till höger ingår i Sølvskarvatnan.
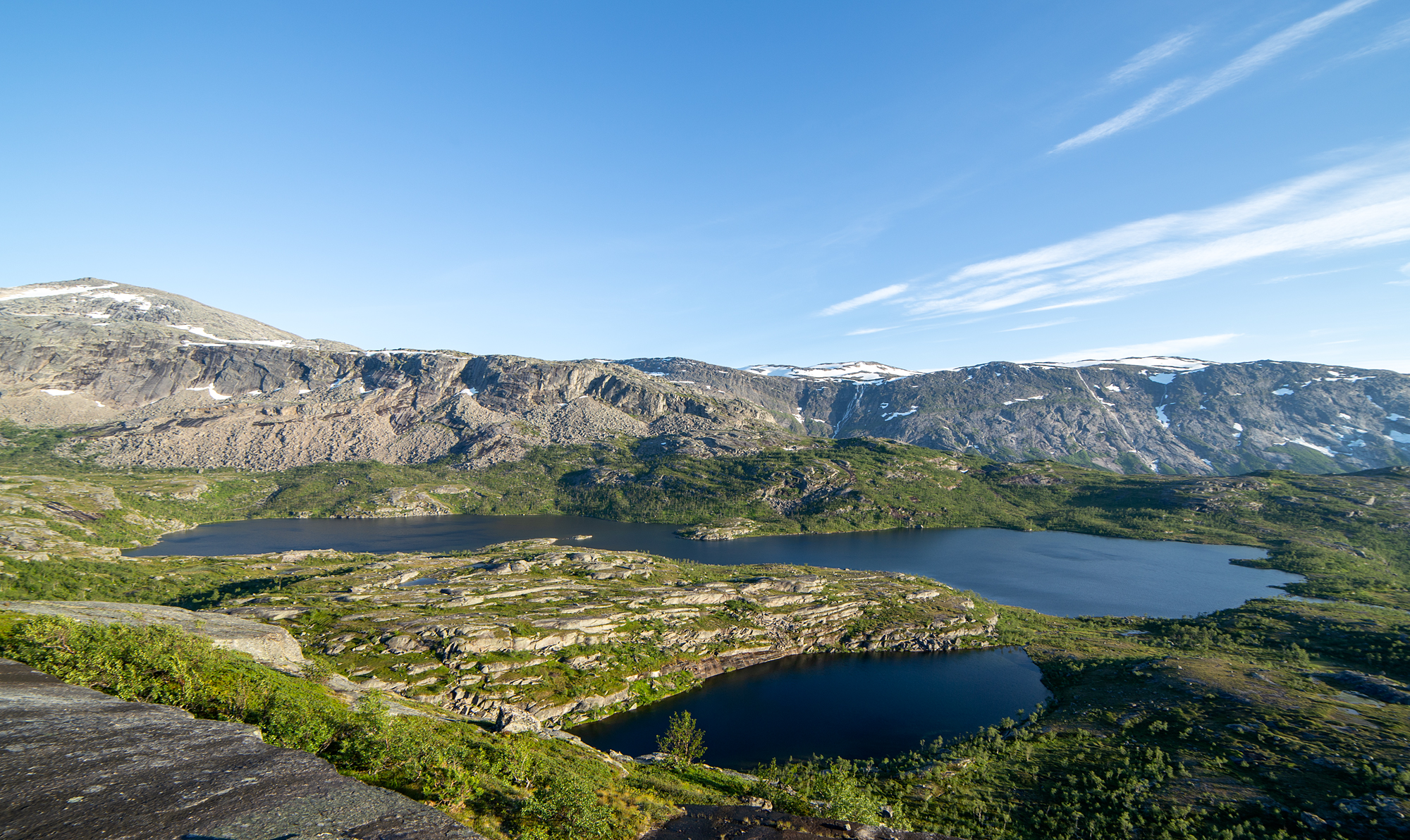
Den största och den minsta av sjöarna i Sølvskarvatnan.
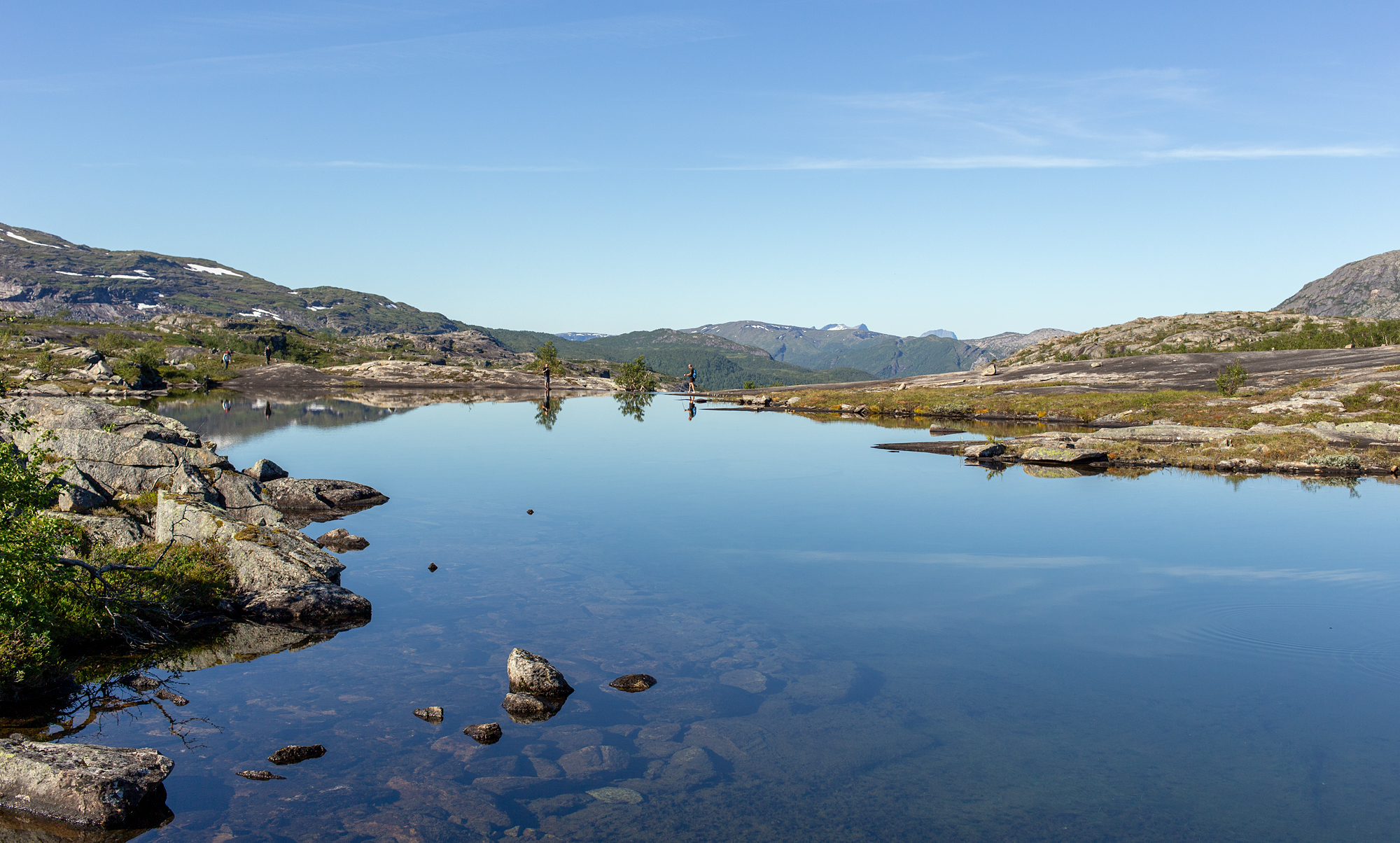
Leden förbi Litlverivassforsen går över utloppet av den västligaste av sjöarna i Sølvskarvatnan.